# 莫干山92号
莫干山92号包括92A颐居和92B华厅，位於浙江省湖州市德清縣莫干山景區。
莫干山92号业主为潘梓彝。92A建于1930年，是一幢西式外廊建筑。92B建于1931年至1934年，是一幢华丽的中式木结构建筑，重檐歇山，绿色琉璃瓦屋顶。。
2006年5月，莫干山92号作为莫干山別墅群的一部分，被國務院列為第六批全國重點文物保護單位。

## 外部連結
- 莫干山